# Макаров, Николай Михайлович (футболист)
Николай Михайлович Макаров (6 января 1931, Косоногово, Ивановская Промышленная область, СССР) — советский футболист, нападающий

## Биография
В 1947 году окончил 7 классов средней школы, поступил в Ленинградское художественно-ремесленное училище № 31, окончил в 1950 году.
В сентябре 1950 — мае 1951 — играющий тренер команды Комбината имени II Пятилетки, с конца мая по начало августа 1951 — слесарь и играющий тренер на заводе п/я № 825, с середины октября — в составе ФК «Зенит». В апреле — мае 1953 провёл четыре матча в чемпионате СССР.
В 1954 — в составе команды класса «А» «Трудовые Резервы» Ленинград, в том же году, по одним данным играл в ОДО Львов, по другим — в ДО Ленинград.
В 1955 году за команду города Ступино в шести играх забил один мяч.